# Цар Лазар и царица Милица
Цар Лазар и царица Милица је епска народна пјесма из циклуса косовских пјесама. Пјесме из косовског циклуса већином су настале у цркви а касније су их народни пјевачи дограђивали. Ова пјесма веома је специфична због дубине љубави која је у њој описана. То није само љубав између цара Лазара и царице Милице већ и њене љубави према браћи. Мудрост и свјесност царице Милице да се они неће вратити из боја и да јој је једина шанса да не остане сама да покуша да сачува у животу бар једног брата срж је цијеле пјесме. 

## Структура пјесме
Ноћ пред сам Косовски бој за вечером царица Милица покушава да убиједи цара Лазара да јој остави једног брата са њом у Крушевцу. Цар препознавши колико је њена љубав према браћи велика одлучи да јој дозволи да задржи једног од браће у Крушевцу. Царица ујутру одмах приђе првом брату и пренесе му цареве ријечи. Први брат је одби уз ријечи да би радије часно погинуо него да га остали називају кукавицом. Мало затим приђе она другом брату и сва пуна наде му пренесе цареве ријечи. Он међутим одговори као и први брат и са коњем продужи даље. Царица Милица није одустајала све док сву браћу није упитала. Кад је сва браћа одбише паде на земљу и поче плакати. Утом наиђе цар Лазар и немогавши је такву гледати позове слугу Голубана да одведе царицу у двор и да не иде на Косово већ да остане са њом у двору. Слуга га послуша и одведе царицу у двор међутим није могао да одоли већ се попе на коња и оде на Косово да часно погине. Сутрадан на прозор слетеше два гаврана која им пренесоше шта се издешавало. То им потврди и слуга Милутин који је дошао мало после гаврана. Резултати су били такви да су обје стране много изгубиле и да су оба цара погинула. Слуга Милутин је  проклео Вука Бранковића зато што је побјегао и оставио их на Косову.

## Тема
Основна тема је љубав између Милице и Лазара као и према браћи и достојанствено држање и ментална снага након њихове смрти.

## Ликови
У пјесми имамо два главна лика а то су Цар Лазар и царица Милица. Лазар у овој пјесми показује да иако је мушкарац борац и никада се не предаје има и своју њежну страну коју само мало теже показује, док Милица представља упорност, мудрост као и снагу да се суочи са судбином и смрћу својих најмилијих. 

Неки од споредних ликова су њена браћа Југовићи, слуга Голубан и слуга Милутин који су симболи пожртвованости и одлучности да бране своју земљу и никада се не предају. 

## Живот кнегиње Милице
Кнегиња Милица била је ћерка Југ Богдана и сестра чувених Девет Југовића. Припадала је лози Немањића на чијем је двору често боравила. Ту је и упознала свог будућег мужа кнеза Лазара. Вјенчали су се 1353. године и имали су осморо дјеце. После Косовског боја и смрти мужа, оца и браће остала је прибрана и преузела вођење државе. Државу је водила све док јој најстарији син Стефан није довољно стасао да преузме власт. Након тога заједно да својом родицом, такође удовицом, Јефимијом одлази у Љубостињу и тамо се замонаши. Ту је провела остатак живота и умрла 1405. године.